# Mohand ben Messaoud Ababou
Pour les articles homonymes, voir Ababou.
Mohand ben Messaoud Ababou alias Cheikh Messaoud, Cheikh Moh', Hadj  Messaoud ou encore Cheikh el Hadj Messaoud, né à la fin du XIXe siècle à Tamjount (Maroc) et mort en avril 1977 à Boured (Maroc), est un seigneur féodal de la tribu Gzenaya, vétéran de la guerre du Rif et figure de l'indépendance marocaine. Il est le père, beau-père et tuteur de cinq des principaux acteurs du coup d'état de Skhirat. Il est proche à la fois d'Abdelkrim el-Khattabi et du docteur el-Khattib.

## Biographie

### Origine et famille
Né à la toute fin du XIXe siècle à Tamjount, commune de Boured cercle d’Aknoul province de Taza, au sein du fief familial de la famille Ababou  (faction asht Assem de la tribu des Igzennayen), fils unique d’un seigneur féodal local du bled as siba (Messaoud ben Mohand Ababou) il est le père de 20 enfants (9 garçons et 11 filles)  parmi lesquels les lieutenants-colonels M'hamed et Mohamed Ababou, coorganisateurs du coup d'État de Skhirat, et le sergent-chef Abdelaziz Ababou (mort à Tazmamart).
Mohand ben Messaoud Ababou alias Cheikh Messaoud est issu d'une vieille famille, de la noblesse terrienne et guerrière marocaine(il est en outre un cousin éloigné du grand chambellan de Moulay Youssef, le hajib si el Hadj Thami Ababou, dont il demeure proche jusqu'à sa mort en 1942).
Au moment de sa mort le caïd Medbouh de Gzenaya lui confie son jeune fils Mohamed Medbouh, (un futur commanditaire du coup d'État de Skhirat), dont il finance une partie de l’éducation.

### Avant la guerre du Rif
Élevé par son clan comme orphelin après la mort de son père lors d'un affrontement tribal, il étudie le coran et la science du hadith à l'école coranique de Tamjount et auprès des nombreux savants invités par son clan. Lettré, il est seigneur féodal d'une région autour de Tamjount (asht Assem des igzennayen) du bled es-siba qui ne connaît encore aucune présence coloniale, et ce au cours d'une période obscure de relative anarchie et marquée par des affrontements violents entre seigneurs locaux.
Dans le Rif central, des rivalités opposent principalement trois grands clans : celui d'Omar Hamidou (Mernissa), celui de Ahmed Bekkcih (Gzenaya) et celui des Ababou (Gzenaya). La guerre du Rif se superpose bientôt à ce jeu à trois bandes car seuls les Ababou et leur faction choisiront définitivement  le camp d'Abdelkrim el Khattabi en répondant à son appel.

### Guerre du Rif (1921-1926)
Il est l’un des seuls seigneurs du nord du Maroc à répondre positivement à l’appel d'Abdelkrim el Khattabi au début de la guerre du Rif. Il ne rend les armes qu’à la toute fin du conflit car la prise de son territoire (Boured, Bou Zineb, Tamjount, etc.) par les troupes des capitaine Bournazel et du  colonel Corap , marque le début de l’assaut du dernier bastion rifain à Targist et mène à la reddition d’Abdelkrim el-Khattabi en compagnie duquel il se trouve alors.
Mohand ben Messaoud Ababou participe  avec son clan aux batailles d'Ain Mediouna, Ain Aïcha, Mernissa, l'Ouergha, el Achaich ou encore Bou Zineb et Targist.
Lui et les clans de Tamjount qu'il dirige ne rendront les armes qu'en octobre 1926 soit 5 mois après la fin officielle de la guerre du Rif.
Après tergiversations des autorités françaises et devant leur incapacité à désigner un notable accepté par la tribu, Il est nommé de 1926 à octobre 1955 cheikh d’Asht Assem par le protectorat, malgré sa proximité avec Abdelkrim el-Khattabi.

### Période du protectorat (1926-octobre 1955)
Les autorités françaises refusent de le nommer caïd de Gzenaya en raison de sa proximité affichée avec Abdelkrim et de son trop grand pouvoir local, et préfèrent nommer un caïd fantoche, le caïd Boutahar. Jusqu'à l’indépendance, les autorités lui proposent des postes de caïd dans d’autres tribus ce qu’il refuse systématiquement. Il reste donc cheikh d'Asth Assem de 1926 à octobre 1955.
Cependant, de par son influence sur les autres cheikhs de la tribu et la taille du territoire administré directement (environ 1/3 de la tribu Gzenaya)  il se voit doté de tous les attributs d'un caïd du protectorat, à savoir la grande tente, les chevaux anglo-arabes et la limousine américaine avec chauffeur.

### Indépendance du Maroc
De 1954 à octobre 1955, il protège les entraînements et la constitution de l’armée de libération nationale (ALN) sur son territoire.
En effet, l’ALN fondée d’après une idée d'Abdelkrim el-Khattabi (Comité de Libération du Maghreb) est issue au départ de l'Istiqlal et chapeautée politiquement par le ""comité de Tétouan", elle revendique l'indépendance du Maroc et le retour du Sultan Mohemmed  ben Youssef. Elle viendra se greffer sur un début de révolte de la tribu Igzenayen consécutif à la non signature par ses chefs (sur ordre de Mohand ben Messaoud Ababou) des pétitions lancées par les Caïds du Sud , visant à déposer le sultan Mohammed Ben Youssef (futur Mohamed V) au profit de Mohammed ben Arafa, imposé par la France et le Glaoui. À partir de 1953 et la nomination du capitaine Taddi à Boured, la tribu connaitra une période d'extrême tension entre ses chefs et les autorités françaises, tensions symbolisées par des mesures d'intimidation à l'encontre du Cheikh Ababou comme les blindés lourds stationnant à proximité de sa demeure à Boured tout au long de l'année 1953,,.
À l’été 1955, des rumeurs de soulèvement de Gzenaya parviennent aux autorités françaises. Une troupe de plus de 15 000 hommes est dépêchée le 26 septembre 1955 à Boured, accompagnant le ministre de la Défense Marie-Pierre Kœnig et le résident général Pierre Boyer de Latour du Moulin qui se rendent chez le cheikh Mohand ben Messaoud Ababou afin de tirer cela au clair. Le cheikh, à l’aide de son fils Mohammed (alors sous-lieutenant de l’armée française et qui sert de traducteur), parvient à tromper les autorités en les assurant de la pacification de la région. Une attaque contre la personne du Résident avait bien été projetée par l'ALN, mais devant le déploiement massif de forces françaises, menaçant la vie même de la population civile en cas d'offensive, le Cheikh Messaoud Ababou dissuadera les combattants de l'ALN, avec qui il était en contact étroit, de procéder à une telle attaque.
Persuadées de la loyauté et de la stabilité de la tribu, les autorités françaises ainsi que leurs troupes se retireront aussitôt. Cet épisode permettra les évènements d’octobre 1955, l’incendie du bureau indigène de Boured et la fuite du capitaine de l’armée française Taddi, responsable de la zone, marquant ainsi le début des affrontements pour l’indépendance du Maroc. Considéré comme le principal instigateur de l'attaque, le cheikh Mohand ben Messaoud Ababou sera mis aux arrêts et condamné à mort dans la foulées par les autorités françaises , il parviendra cependant à fuir miraculeusement  avec son fils, le futur capitaine Abderrahmane Ababou, le 3 octobre 55 au petit matin soit quelques heures avant l'heure prévue pour son exécution et après une nuit enfermés dans une pièce fermée en compagnie des cadavres des trois douaniers tués lors de l'attaque de l'annexe. En représailles sa maison de Boured est incendiée, réduite en cendre et le fief des Ababou à Tamjount bombardé par l'aviation française sur ordre des autorités militaires du protectorat. Sur le chemin de sa fuite vers la zone espagnole, du haut d'une crête il parvint à prévenir à temps une centaine de combattants de son clan venus le délivrer, de l'arrivée imminente d'une colonne de blindés venus de Taza.
Sa fille Fatima Boulmakoul (née Ababou), morte d'un éclat d'obus français en 1955 est inhumée au cimetière des martyrs de l'indépendance à Ajdir.
Sa famille mise à l’abri dans le fief familial de Tamjount et à Beni Ammart, Cheikh Messaoud lui, continue la lutte en dirigeant avec  le docteur Abdelkrim El Khatib et Abdelkhalek Torres le "Comité de Tétouan".

### Maroc indépendant
À son retour d’exil, après avoir rebâti une maison à Boured, il reçoit les honneurs par la visite du roi Mohammed V à Boured en 1957 et la remise d’une carte de moudjahid de l’armée de libération nationale (ALN).
À partir de fin 1957, de vives tensions se font sentir entre le Parti de l'Istiqlal (PI) soutenu par les élites urbaines, et le Mouvement populaire (MP) soutenu par les grands notables berbères et les membres de l'Armée de libération nationale.
À la suite de l'enterrement de son chef des opérations, Abbas Messaâdi, à Ajdir des Igzennayen dans le Rif, le 2 octobre 1958 par une foule en colère de plus de 10 000 personnes, Abdelkrim El Khatib et Mahjoubi Aherdane, membres fondateurs du MP, sont arrêtés et incarcérés. En conséquence, les anciens membres de l'ALN reprennent les armes. Le capitaine Medbouh est dépêché par le Palais à l'annexe de Boured du cercle d'Aknoul où Mohand ben Messaoud Ababou agit de facto en qualité d' intermédiaire entre le Palais et certains membres de l'ALN (Abdeslam Haddouch un parent, el Hadj Boujben et d'autres dont Massoud Akjouj etc.). Ceux-ci font alors part de leurs revendications, dont la libération de Abdelkrim El Khatib et Mahjoubi Aherdane. Après avoir obtenu gain de cause, la situation s'apaise, l'action de Mohand Ben Messaoud Ababou et son influence contribuant ainsi à éviter un conflit armé chez les Igzennayen, contrairement à ce qui se passe un mois plus tard, plus au nord, dans la tribu voisine des Beni Ouriaghel (voir Révolte du Rif).
Après cet épisode, Mohand Ben Messaoud Ababou se retire des affaires politiques, se contentant d’user de son influence pour faire élire son ami le docteur Abdelkrim El Khatib comme député puis premier président de la Chambre des représentants, et cela d'autant plus facilement qu'au même moment (1962) son fils le capitaine Mohamed Ababou est alors super-caïd (60-63) du cercle d'Aknoul (Gzenaya, bni Mhemmed, et une partie de Mtalsa).
Jusqu'à la fin de sa vie, Abdelkrim el-Khattabi continue à envoyer, depuis ses différents exils, au Hadj Mohand ben Messaoud Ababou des chapelets et des tapis de prière, preuves de leur profonde amitié. De même Mohand ben Messaoud Ababou entretient jusqu'à sa disparation une relation familiale avec le docteur Omar el Khattabi (cousin d'Abdelkrim el-Khattabi) et le colonel Abdeslam EL Khattabi (fils d'Abdelkrim el-Khattabi)  ancien directeur de l'École Royale militaire de Ahermoumou (successeur à ce poste du futur général Driss Ben Omar, et prédécesseur de quelques années du lieutenant-colonel M'hamed Ababou).
Malgré le fait que trois de ses fils, deux de ses gendres et son pupille soient impliqués dans le coup d'État de Skhirat, il n'en est jamais inquiété ni même soupçonné et fini paisiblement sa vie à Boured au milieu des siens et de ses terres en avril 1977, preuve du profond respect dont il jouit encore après une vie riche où il est tour à tour seigneur féodal rifain, vétéran de la guerre du Rif, cheikh du protectorat et figure de l’indépendance marocaine. Toutefois jusqu'à son décès il demeure profondément affecté par la disparition de son fils le lieutenant-colonel Mohamed Ababou après son évasion de l'été 1975.

## Sépulture
Bien qu'originaire de Tamjount, il est inhumé à la demande des habitants d'Asht Assem à proximité directe de la mosquée de Boured. Une foule de plusieurs milliers de personnes originaires de tout le Maroc s'est réunie à Boured pour son enterrement afin de lui rendre un dernier hommage.